# Musikåret 1980 i Storbritannien
Detta är en sammanfattning av musikåret 1980 i Storbritannien. 

## Popmusik

### Händelser
- 1 januari - Cliff Richard får en medalj av Elizabeth II.
- 16 januari - Paul McCartney arresteras i Tokyo för innehav av ett halvt pound marijuana.[1]
- 25 januari - Paul McCartney släpps från ett japanskt fängelse.
- 8 februari - David Bowie och hans fru Angie ansöker om skilsmässa.
- 30 april - Filmen McVicar, har premiär i London.
- 18 maj - Ian Curtis, vokalist i postpunk-gruppen Joy Division, begår självmord genom hängning.
- 16 september - Kate Bush blir den första brittiska kvinnliga artisten att nå förstaplatsen på albumlistan.
- 20 september - Ozzy Osbournes debutalbum Blizzard of Ozz släpps i Storbritannien.
- 25 november - Abba når för nionde gången förstaplatsen på den brittiska singellistan.
- December - Duran Duran skriver på för EMI.
- 4 december - Led Zeppelin lägger bandet efter att trumslagaren John Bonham avlidit.
- 8 december - John Lennon skjuts till döds utanför sin lägenhet.

### Topplacerade singlar
| Datum        | Låt                                        | Artist(er)                                      |
| ------------ | ------------------------------------------ | ----------------------------------------------- |
| 5 januari    | "Another Brick in the Wall"                | Pink Floyd                                      |
| 12 januari   | "Another Brick in the Wall"                | Pink Floyd                                      |
| 19 januari   | "Brass in Pocket"                          | The Pretenders                                  |
| 26 januari   | "Brass in Pocket"                          | The Pretenders                                  |
| 2 februari   | The Special AKA Live!                      | The Specials                                    |
| 9 februari   | The Special AKA Live!                      | The Specials                                    |
| 16 februari  | "Coward of the County"                     | Kenny Rogers                                    |
| 23 februari  | "Coward of the County"                     | Kenny Rogers                                    |
| 1 mars       | "Atomic"                                   | Blondie                                         |
| 8 mars       | "Atomic"                                   | Blondie                                         |
| 15 mars      | "Together We Are Beautiful"                | Fern Kinney                                     |
| 22 mars      | "Going Underground / Dreams of Children"   | The Jam                                         |
| 29 mars      | "Going Underground / Dreams of Children"   | The Jam                                         |
| 5 april      | "Going Underground / Dreams of Children"   | The Jam                                         |
| 12 april     | "Working My Way Back to You"               | The Detroit Spinners                            |
| 19 april     | "Working My Way Back to You"               | The Detroit Spinners                            |
| 26 april     | "Call Me"                                  | Blondie                                         |
| 3 maj        | "Geno"                                     | Dexys Midnight Runners                          |
| 10 maj       | "Geno"                                     | Dexys Midnight Runners                          |
| 17 maj       | "What's Another Year"                      | Johnny Logan                                    |
| 24 maj       | "What's Another Year"                      | Johnny Logan                                    |
| 31 maj       | "Suicide Is Painless (Theme from M*A*S*H)" | Johnny Mandel                                   |
| 7 juni       | "Suicide Is Painless (Theme from M*A*S*H)" | Johnny Mandel                                   |
| 14 juni      | "Suicide Is Painless (Theme from M*A*S*H)" | Johnny Mandel                                   |
| 21 juni      | "Crying"                                   | Don McLean                                      |
| 28 juni      | "Crying"                                   | Don McLean                                      |
| 5 juli       | "Crying"                                   | Don McLean                                      |
| 12 juli      | "Xanadu"                                   | Olivia Newton-John and Electric Light Orchestra |
| 19 juli      | "Xanadu"                                   | Olivia Newton-John and Electric Light Orchestra |
| 26 juli      | "Use It Up and Wear It Out"                | Odyssey                                         |
| 2 augusti    | "Use It Up and Wear It Out"                | Odyssey                                         |
| 9 augusti    | "The Winner Takes It All"                  | Abba                                            |
| 16 augusti   | "The Winner Takes It All"                  | Abba                                            |
| 23 augusti   | "Ashes to Ashes"                           | David Bowie                                     |
| 30 augusti   | "Ashes to Ashes"                           | David Bowie                                     |
| 6 september  | "Start!"                                   | The Jam                                         |
| 13 september | "Feels Like I'm in Love"                   | Kelly Marie                                     |
| 20 september | "Feels Like I'm in Love"                   | Kelly Marie                                     |
| 27 september | "Don't Stand So Close to Me"               | The Police                                      |
| 4 oktober    | "Don't Stand So Close to Me"               | The Police                                      |
| 11 oktober   | "Don't Stand So Close to Me"               | The Police                                      |
| 18 oktober   | "Don't Stand So Close to Me"               | The Police                                      |
| 25 oktober   | "Woman in Love"                            | Barbra Streisand                                |
| 1 november   | "Woman in Love"                            | Barbra Streisand                                |
| 8 november   | "Woman in Love"                            | Barbra Streisand                                |
| 15 november  | "The Tide Is High"                         | Blondie                                         |
| 22 november  | "The Tide Is High"                         | Blondie                                         |
| 29 november  | "Super Trouper"                            | Abba                                            |
| 6 december   | "Super Trouper"                            | Abba                                            |
| 13 december  | "Super Trouper"                            | Abba                                            |
| 20 december  | "(Just Like) Starting Over"                | John Lennon                                     |
| 27 december  | "There's No-one Quite Like Grandma"        | St. Winifred's School Choir                     |

### Topplacerade album
| Datum        | Album                                  | Artist(er)         |
| ------------ | -------------------------------------- | ------------------ |
| 5 januari    | Greatest Hits, Vol. 1                  | Rod Stewart        |
| 12 januari   | Greatest Hits Vol. 2                   | Abba               |
| 19 januari   | Pretenders                             | The Pretenders     |
| 26 januari   | Pretenders                             | The Pretenders     |
| 2 februari   | Pretenders                             | The Pretenders     |
| 9 februari   | Pretenders                             | The Pretenders     |
| 16 februari  | Last Dance                             | Various Artists    |
| 23 februari  | Last Dance                             | Various Artists    |
| 1 mars       | String of Hits                         | The Shadows        |
| 8 mars       | String of Hits                         | The Shadows        |
| 15 mars      | String of Hits                         | The Shadows        |
| 22 mars      | Tears and Laughter                     | Johnny Mathis      |
| 29 mars      | Tears and Laughter                     | Johnny Mathis      |
| 5 april      | Duke                                   | Genesis            |
| 12 april     | Duke                                   | Genesis            |
| 19 april     | Greatest Hits                          | Rose Royce         |
| 26 april     | Greatest Hits                          | Rose Royce         |
| 3 maj        | Sky 2                                  | Sky                |
| 10 maj       | Sky 2                                  | Sky                |
| 17 maj       | The Magic of Boney M. – 20 Golden Hits | Boney M.           |
| 24 maj       | The Magic of Boney M. – 20 Golden Hits | Boney M.           |
| 31 maj       | McCartney II                           | Paul McCartney     |
| 7 juni       | McCartney II                           | Paul McCartney     |
| 14 juni      | Peter Gabriel                          | Peter Gabriel      |
| 21 juni      | Peter Gabriel                          | Peter Gabriel      |
| 28 juni      | Flesh and Blood                        | Roxy Music         |
| 5 juli       | Emotional Rescue                       | The Rolling Stones |
| 12 juli      | Emotional Rescue                       | The Rolling Stones |
| 19 juli      | The Game                               | Queen              |
| 26 juli      | The Game                               | Queen              |
| 2 augusti    | Deepest Purple                         | Deep Purple        |
| 9 augusti    | Back in Black                          | AC/DC              |
| 16 augusti   | Back in Black                          | AC/DC              |
| 23 augusti   | Flesh + Blood                          | Roxy Music         |
| 30 augusti   | Flesh + Blood                          | Roxy Music         |
| 6 september  | Flesh + Blood                          | Roxy Music         |
| 13 september | Telekon                                | Gary Numan         |
| 20 september | Never for Ever                         | Kate Bush          |
| 27 september | Scary Monsters (and Super Creeps)      | David Bowie        |
| 4 oktober    | Scary Monsters (and Super Creeps)      | David Bowie        |
| 11 oktober   | Zenyatta Mondatta                      | The Police         |
| 18 oktober   | Zenyatta Mondatta                      | The Police         |
| 25 oktober   | Zenyatta Mondatta                      | The Police         |
| 1 november   | Zenyatta Mondatta                      | The Police         |
| 8 november   | Guilty                                 | Barbra Streisand   |
| 15 november  | Guilty                                 | Barbra Streisand   |
| 22 november  | Super Trouper                          | Abba               |
| 29 november  | Super Trouper                          | Abba               |
| 6 december   | Super Trouper                          | Abba               |
| 13 december  | Super Trouper                          | Abba               |
| 20 december  | Super Trouper                          | Abba               |
| 27 december  | Super Trouper                          | Abba               |

## Födda
- 29 mars - Andy Scott-Lee, sångare
- 4 april - Johnny Borrell, sångare och musiker med Razorlight
- 8 maj - Michelle McManus, sångare och TV-presentatör
- 29 juni - Katherine Jenkins, soprano
- 28 juli - Noel Sullivan, popsångare
- 19 augusti - Darius Danesh, singer-songwriter och skådespelare
- 15 december - Sergio Pizzorno, gitarrist med Kasabian
- datum okänt - Catrin Finch, harpist

## Avlidna
- 18 februari - Muriel Brunskill
- 19 februari - Bon Scott, frontman i AC/DC, 33 (alkoholförgiftning)
- 4 maj - Joe "Mr Piano" Henderson, pianist, 60
- 18 maj - Ian Curtis, musiker och sångare, 23 (självmord)
- 5 juli - A. J. Potter, kompositör (född 1918)
- 6 juli - Frank Cordell, kompositör, 62
- 25 september - John Bonham, trumslagare (Led Zeppelin), 32 (asphyxiation)
- 30 september - Horace Finch, pianist och organist, 74
- 27 oktober - Steve Peregrin Took, bongospelare, soloartist med mera
- 8 december - John Lennon, sångare och gitarrist (The Beatles), 40 (mördad)